# Општина Вадастра (Олт)
Вадастра (рум. Vădastra) општина је у Румунији у округу Олт.
Oпштина се налази на надморској висини од 66 m.